# The Notwist
The Notwist ist eine deutsche Independent-Band, die aus Weilheim in Oberbayern stammt. Die Band und ihr Erfolg gelten als auslösender Impuls für die Gründung zahlreicher Weilheimer Bands und als Mittelpunkt eines Netzwerkes von mehr oder weniger eng miteinander verknüpften Projekten lokaler Musiker.
Die Mitglieder von The Notwist sind oft auch noch in anderen Projekten vertreten oder veröffentlichen solo, unter anderem bei/mit Tied & Tickled Trio, Lali Puna, Ms. John Soda, Potawatomi, Ogonjok, 13&God, Bolzplatz Heroes, Schweisser, Café Unterzucker, Rayon und der Hochzeitskapelle. Viele dieser Bands waren auf dem inzwischen eingestellten Musiklabel Hausmusik vertreten, das oft im Zusammenhang mit der Band erwähnt wird, auch wenn sie nur einzelne Samplerbeiträge (darunter eine Koproduktion mit Calexico) auf diesem Label veröffentlicht hatte.
Wie schon zu Anfangszeiten, als The Notwist als regional bekannte Schülerband agierte, nimmt die Gruppe noch heute im uphon-Studio in Wilzhofen bei Weilheim auf.

## Geschichte
Nach der Bandgründung 1989 erschien das selbstbetitelte Debütalbum im Jahr 1990. Es enthielt musikalisch gesehen eine Mischung aus Punk, Rock und Metal. Noch im selben Jahr ging es auf Tour mit Jesus Lizard und Bad Religion. 1992 erschien auf dem Label Big Store das Nachfolgealbum Nook, das von Carsten la Tendresse vom Musikmagazin Visions die Rezensionswertung 6 aus 5 (sic!) bekam. Ungefähr zeitgleich erschien ebenfalls auf Big Store die CD Johnny and Mary, auf der das gleichnamige Lied von Robert Palmer außer von Notwist noch von den Bands The Slumlords, Trash can Trasher und Wurzel aus C gecovert wurde. Diese CD erschien auf dem Landsberger Musiklabel Raffmond.
Nach einer Tour mit Therapy? und Blumfeld sowie der Produktion diverser Soundtracks und der Veröffentlichung eines Livealbums von Tobby Holzinger auf Your Choice Records (1994) erschien 1995 das Album 12, auf dem nun auch erstmals elektronische Instrumente und Computer-Soundschnipsel zum Einsatz kamen, welche von Martin Gretschmann, alias Acid Pauli bzw. Console (ehemals Toxic) geschaffen wurden. Den ersten 5.000 Kopien der CD lag die Bonus-CD Loup bei, auf der eine Remix-Version des Liedes Torture Day mit dem Gesang von Cindy Dall (Smog) eingespielt war. Big Store setzte zum Sprung über den Atlantik an und verschaffte seinen Künstlern mithilfe dieses Albums den internationalen Durchbruch. Zero Hour/MCA lizenzierten 12 für Nordamerika. Weitere Lizenzierungen in der ganzen Welt folgten.
Im Jahr 1997 wurde Martin Gretschmann offiziell als festes Bandmitglied bei Notwist aufgenommen. 1998 folgte wiederum auf Big Store die Veröffentlichung des Albums Shrink, das sich von dem ursprünglichen Stil der Band sehr weit entfernt hat und nun primär Jazz- und Elektronikelemente enthielt. Dennoch hatte die Platte einen hohen Wiedererkennungswert, die Band hatte trotz Stilveränderung markante Elemente ihrer Musik behalten. Die anschließende Tour führte Notwist unter anderem mit Stereolab nach England und mit dem japanischen Musikkünstler Cornelius ein weiteres Mal in die USA.
Nach der Produktion von Soundtracks für Absolute Giganten und Crazy wurde 2002 erstmals auch im eigenen Lande lizenziert, und das Album Neon Golden wurde von Big Store über das Berliner Label City Slang veröffentlicht. Vier Jahre hatte sich die Band zurückgezogen, um ihr neues Studioalbum zu produzieren. Stärker als auf den Vorgängeralben kamen auf Neon Golden vor allem durch Martin Gretschmann forcierte elektronische Elemente zum Tragen, die zusammen mit dem gitarrenorientierten Sound der Band und symphonischer Untermalung einen eigenen Soundkosmos generierten. Es bescherte der Band den bisher größten Erfolg: Es landete auf Platz 10 der deutschen Albumcharts und erhielt den Jahrespreis der deutschen Schallplattenkritik 2002. Der Dokumentarfilm On/Off The Record von Jörg Adolph über die Entstehung von Neon Golden wurde 2002 auf 3sat ausgestrahlt und am 3. November 2006 auf DVD veröffentlicht.
Im Sommer 2003 gründete die Band ihr eigenes Musiklabel namens Alien Transistor, auf dem sie die EP Lichter veröffentlichte, die ein Soundtrack zu dem gleichnamigen Film von Hans-Christian Schmid ist. Am 6. September 2004 erschien die EP Solo Swim, ein gemeinsames Werk von Notwist, Console und Klimek. Gleichzeitig ist sie der Soundtrack zu dem Dokumentarfilm Kanalschwimmer von Jörg Adolph. Diese beiden EPs erschienen als Vinylpressung und als MP3-Download – wie auch die letzte EP von Rayon (Markus Acher), die im Frühjahr 2006 veröffentlicht wurde. Der 2008 erschienenen Kanalschwimmer-DVD liegt Solo Swim als CD bei.
Im März 2005 erschien das Album 13&God, für welches sich die Band gemeinsam mit Themselves des Plattenlabels Anticon zu der Gruppe 13&God formierte.
Anfang 2006 begab sich die Band ins Studio, um The Devil, You + Me, das Nachfolgealbum zu Neon Golden, aufzunehmen. Es erschien am 2. Mai 2008. Während der Aufnahmen stieg Gründungsmitglied und Schlagzeuger Martin Messerschmid aus der Band aus. Für die Aufnahmen sprang Andi Haberl ein, der die Band auch auf der anschließenden Tour begleitete.
2009 erschien Sturm als Soundtrack zu dem gleichnamigen Film von Hans-Christian Schmid. Für den Soundtrack gewann die Band den Deutschen Filmpreis.
Der Soundtrack zu dem Spielfilm Was bleibt von Hans-Christian Schmid wurde ebenfalls von der Band produziert.
Am 21. Februar 2014 wurde ein weiteres Studioalbum mit dem Titel Close to the Glass veröffentlicht, das unter anderem auf den Labels City Slang und Sub Pop erschien.
Martin Gretschmann verließ die Band zum Jahreswechsel 2014/2015 und war auf der anschließenden Tour nicht mehr dabei.
Im Jahr 2020 waren die Acher-Brüder mit The Notwist und weiteren Projekten Artists in Residence beim (später aufgrund der CoVID-19-Pandemie verschobenen) Elbjazz Festival, ein Auftritt fand im Juni in Form eines digitalen Streaming-Konzerts statt.
2021 erschien mit Vertigo Days das erste offizielle Album von The Notwist nach sechs Jahren. Unter COVID-19-Bedingungen weitgehend über Internet produziert, wirkten dennoch zahlreiche Gastmusiker mit. Darunter befinden sich Saya Ueno (Gesang) von der japanischen Band Tenniscoats, Angel Bat Dawid aus Chicago an der Klarinette mit dem Jazzmusiker Ben LaMar Gay (Gesang) und die Argentinierin Juana Molina (Gesang und Keyboards). Jürgen Moises beschrieb das Album in der Süddeutschen Zeitung als „… ihr bisher vielstimmigstes Album …“.

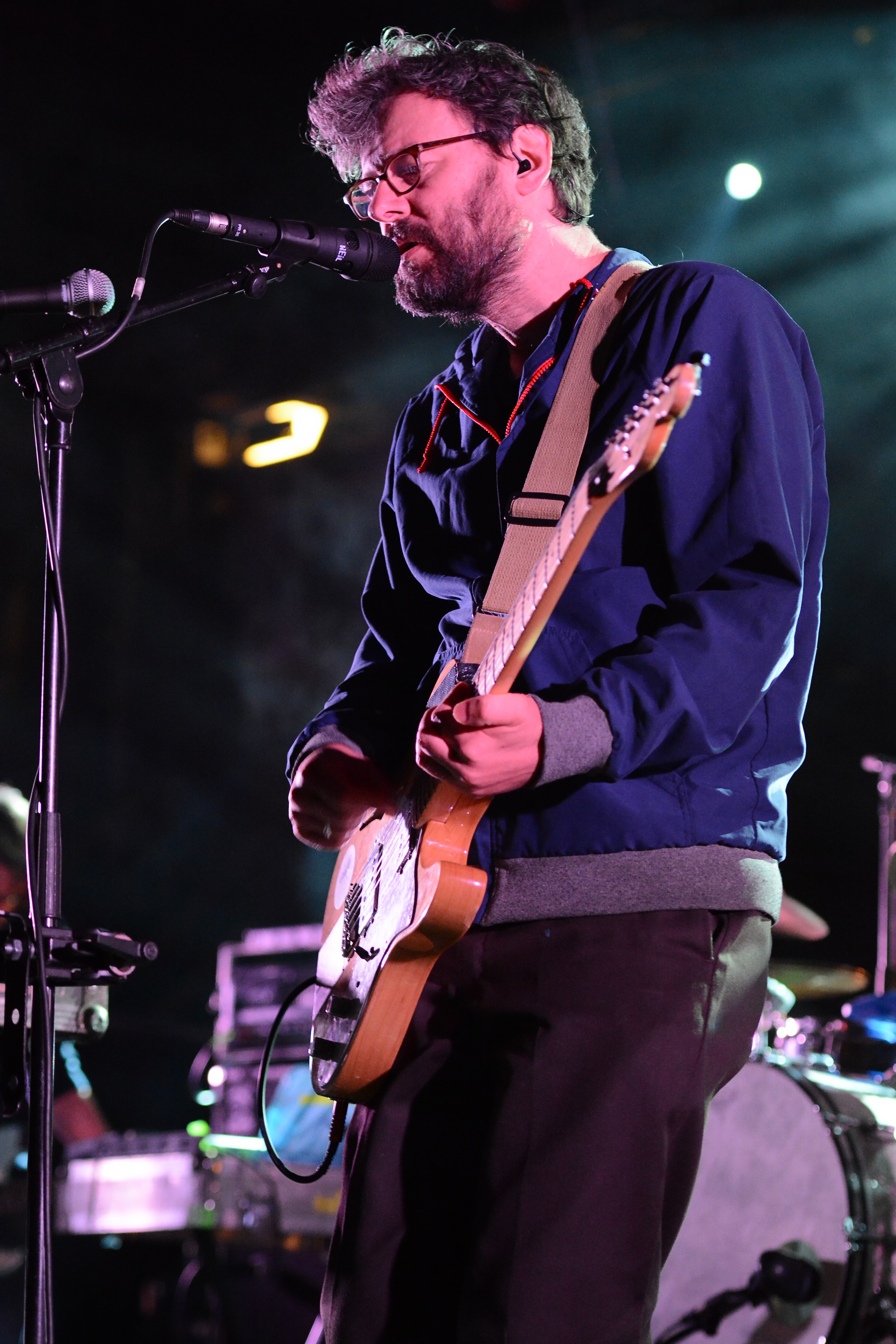
Markus Acher
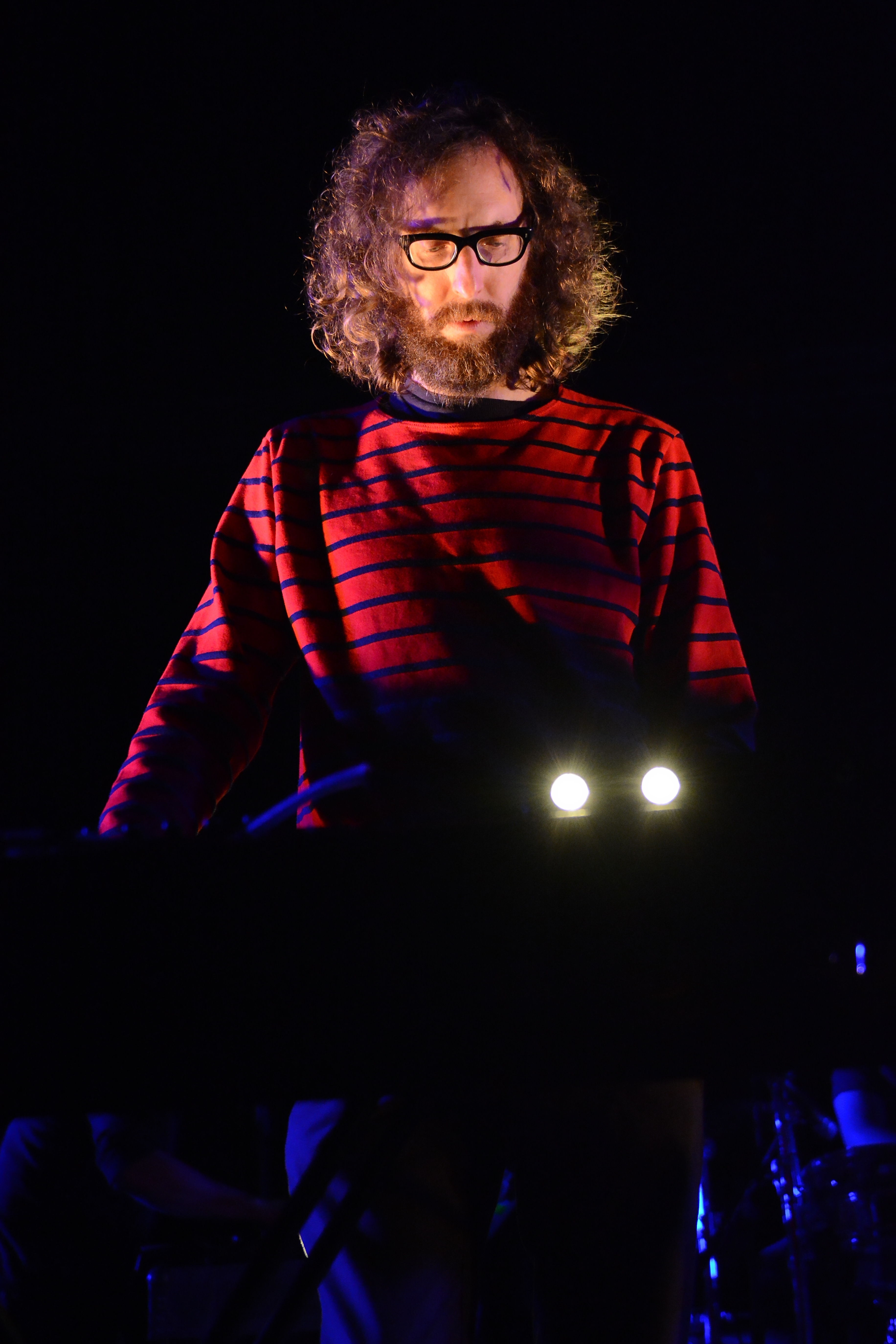
Martin Gretschmann
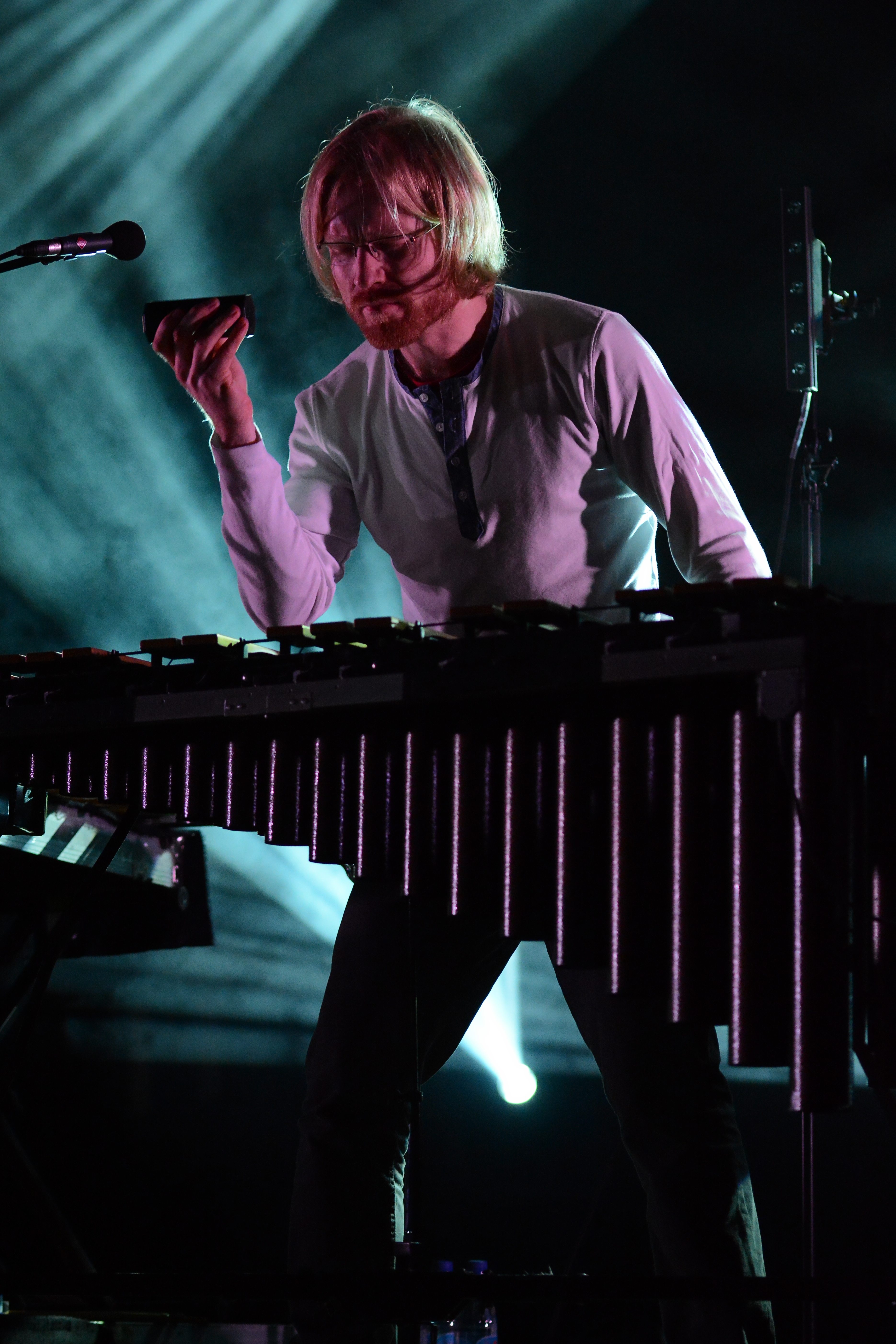
Karl Ivar Refseth
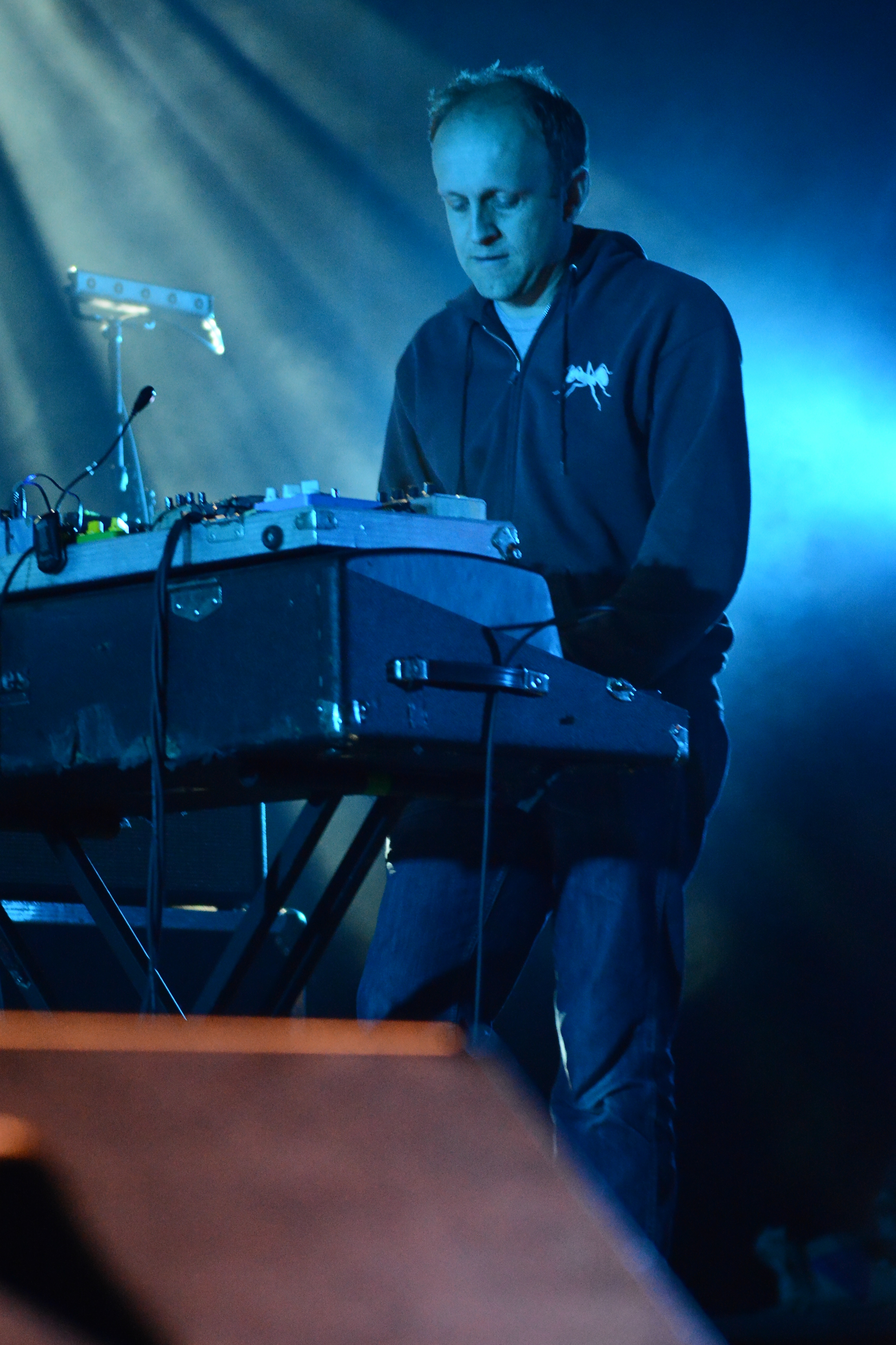
Max Punktezahl
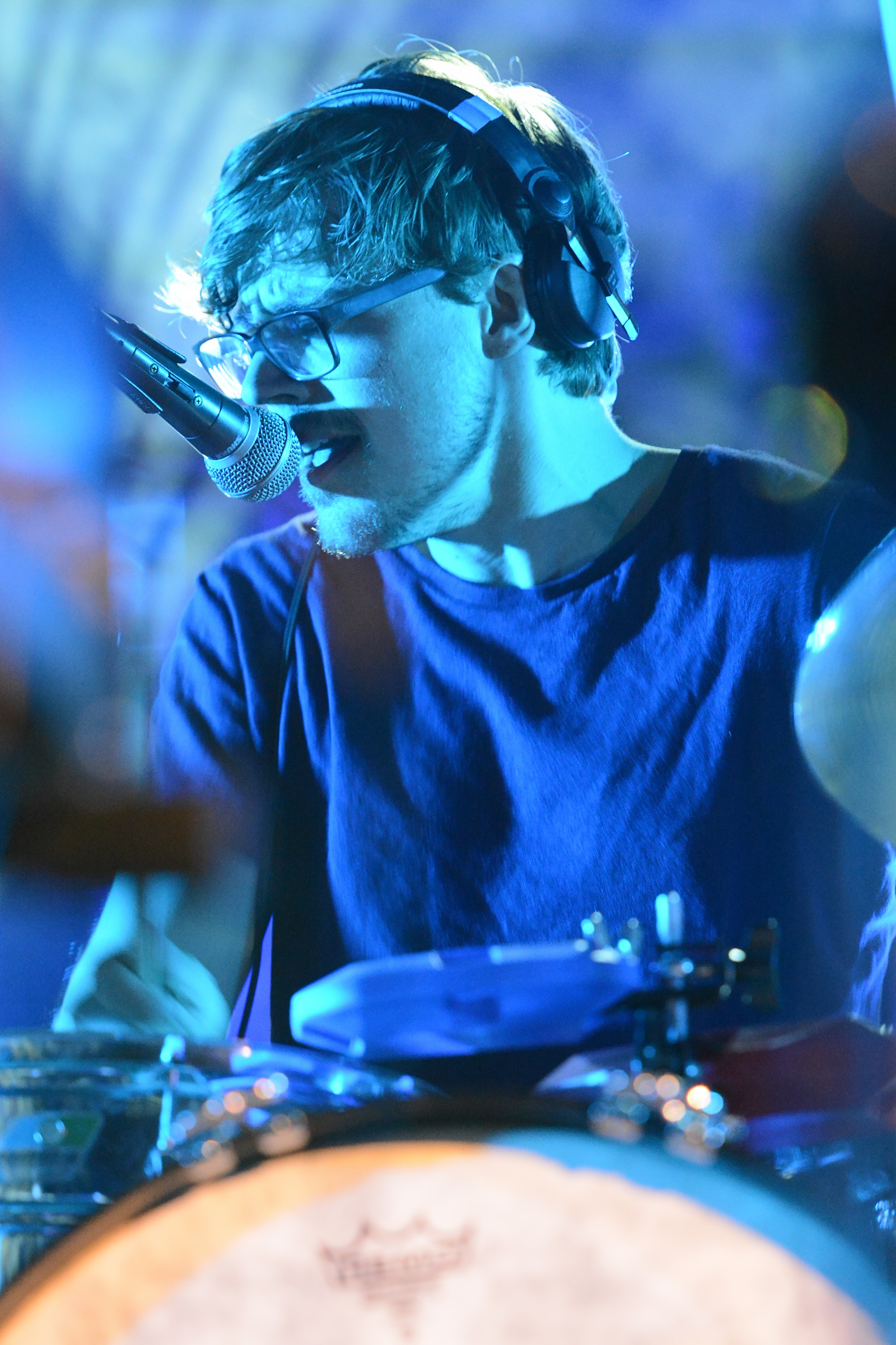
Andi Haberl

## Diskografie

### Alben
- 1990: Notwist
- 1992: Nook
- 1994: Your Choice Live Series
- 1995: 12
- 1998: Shrink
- 2002: Neon Golden
- 2008: The Devil, You + Me
- 2009: Sturm (Soundtrack zum gleichnamigen Film)
- 2014: Close to the Glass
- 2015: Messier Objects
- 2016: Superheroes, Ghostvillains + Stuff (Livealbum)
- 2021: Vertigo Days
- 2023: Vertigo Days – Live from Alien Research Center

### EPs
- 1993: Johnny and Mary
- 2003: Lichter
- 2004: Solo Swim
- 2020: Ship

### Singles
- 1997: Chemicals
- 1997: Day 7
- 2001: Trashing Days
- 2002: Pilot
- 2002: Pick Up the Phone
- 2004: Different Cars and Trains
- 2008: Where in This World
- 2008: Boneless [+ Remix von Panda Bear]
- 2009: Come In [+ Boneless Remix von Grizzly Bear]
- 2012: Blank Air

### Kollaborationen
mit Themselves
- 2005: 13 & God
- 2011: Own Your Ghost

mit Andromeda Mega Express Orchestra
- 2012: Music No Music

### Videoalben
- 2006: On/Off the Record
- 2012: Music No Music